# Yanshan, Wenshan
Yanshan, tidigare romaniserat Yenshan, är ett härad i Wenshan, en autonom prefektur för hanifolket och yifolket i Yunnan-provinsen i sydvästra Kina, omkring 240 kilometer sydost om provinshuvudstaden Kunming.